# Kishwar Merchant

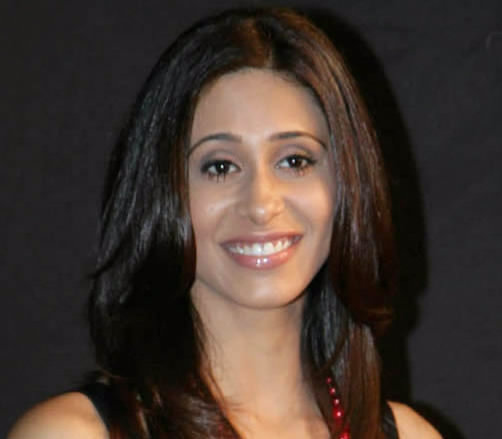
Kishwar Merchant

Kishwar Merchant är en indisk tv-skådespelare och modell. Hon är med i säsong nio av Big Boss.

## Filmografi

### Television
| År            | Show                             | Roll                             | Kanal                         |
| 1998          | Hip Hip Hurray                   | Nonie                            | Zee TV                        |
| 2000-01       | Babul Ki Duwayen Leti Jaa        | Malvika                          | Zee TV                        |
| 2001-02       | Des Mein Niklla Hoga Chand       |                                  | Star Plus                     |
| 2001-03       | Kutumb                           | Swati                            | Sony TV                       |
| 2001-05       | Kasautii Zindagii Kay            | Mitali Sharma                    | Star Plus                     |
| 2002          | Dhadkan                          | Dr. Aditi                        | Sony TV                       |
| 2002-06       | Piya Ka Ghar                     | Malini                           | Zee TV                        |
| 2003-04       | Hatim                            | Rubina                           | Star Plus                     |
| 2004          | Khichdi                          | Rambha                           | Star Plus                     |
| 2004          | Sarabhai vs Sarabhai             | Dr. Kiran                        | Star One                      |
| 2004-06       | Reth                             | Dr. Daakshi                      | Zee TV                        |
| 2005          | Rihaee                           | Tanvi                            | Sony TV                       |
| 2004, or 2005 | Shiqwa                           | Mehwish                          | DD National                   |
| 2005          | Instant Khichdi                  | Rambha                           | Star One                      |
| 2005-06       | Kkavyanjali                      | Vanshita Nanda                   | Star Plus                     |
| 2006-07       | Kaajjal                          | Amisha Pratap Singh              | Sony TV                       |
| 2006-09       | Kashmakash Zindagi Ki            | Mandira                          | DD National                   |
| 2007-08       | Meri Awaz Ko Mil Gayi Roshni     | Rama Chopra                      | Star Plus                     |
| 2008-09       | Miley Jab Hum Tum                | Tamanna / Tam Mam                | Star One                      |
| 2009          | C.I.D.                           | Pari/Roshni/Herself              | Sony TV                       |
| 2009-10       | Namak Haraam                     | Priya Sehgal                     | Real                          |
| 2010-11       | Pyaar Kii Ye Ek Kahaani          | Haseena Raichand                 | Star One                      |
| 2012          | Chhoti Bahu- Sawar Ke Rang Rachi | Sonia Bhardwaj                   | Zee Tv                        |
| 2012          | Arjun (TV-serie)                 | Senior kriminaltekologisk expert | Star Plus                     |
| 2012-13       | Amrit Manthan                    | Mrs. Adhiraj SIngh               | Life Ok                       |
| 2012-13       | Best friends Forever?            | Mandira Singh                    | Channel V India               |
| 2013          | Hongey Judaa Na Hum              | Rama                             | Sony Entertainment Television |
| 2013          | Parvarrish                       | Ahujas nya Punjabi granne        | Sony Entertainment Television |
| 2013          | SuperCops vs Supervillains       | Superskurk tarotkortsläsare      | Life OK                       |
| 2013-2014     | Hatim                            | Zelna                            | Life OK                       |
| 2014          | Madhubala Ek Ishq Ek Junoon      | Ananya Kapoor                    | Colors                        |
| 2014          | Ek Hasina Thi                    | Raima Maheshwari                 | Star Plus                     |
| 2014-idag     | Akbar Birbal                     | Urvashi                          | Big Magic                     |
| 2014-idag     | Kaisi Yeh Yaariyan               | Nyonika Malhotra                 | MTV India                     |
| 2014–idag     | Itna Karo Na Mujhe Pyaar         | Dimpy Karan Kapoor               | Sony Entertainment Television |